# Stjärngosse

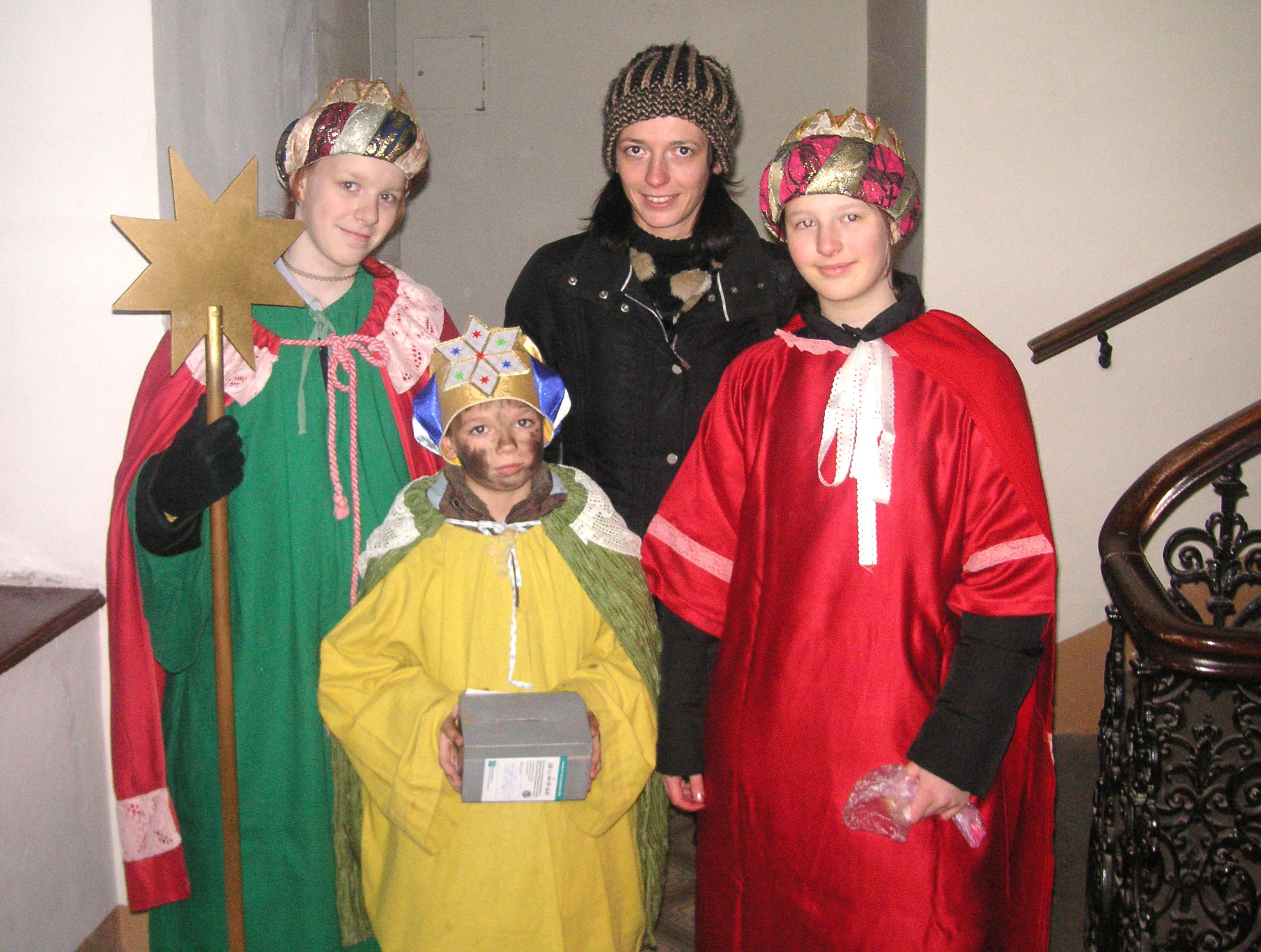
Österrikiska stjärngossar, januari 2008.

En stjärngosse är en person som är utklädd, ibland även med strut på huvudet, och som håller en pinne med stjärnsymbol i ena handen. De medverkar i stjärngossespel eller stjärngossetåg, en folklig dramatisering av Julevangeliet om Jesu födelse, knutet till berättelsen om de tre vise männen eller de tre stjärntydarna (magerna), som följde efter Betlehemsstjärnan innan de till sist kom fram till Betlehem där Jesus föddes. I Sverige förekommer de, i alla fall på fastlandet, först och främst i Luciatider, runt 13 december.
Sångprocessionen och det folkliga dramat hade sina rötter i ett gammalt medeltida kyrkospel. Från 1500-talet och framåt utvecklades det liturgiska dramat, då det framfördes av katedralskoleelever, till att bli ett mer sekulärt mysteriespel, och kom att även innehålla en del allmänna julsånger och julpsalmer.
Tåget ägde ofta rum under perioden från tredjedag jul (27 december) till trettondedag jul (6 januari, epifania eller heliga tre kungars dag) (alternativt perioden på annandag jul, till tjugondedag jul). Tåget gick från dörr till dörr och bad om att få komma in och framföra stjärngossespelet. I gengäld mottog de litet pengar runt omkring i hemmen, och blev också trakterade med kakor, vin och punsch. Ersättningen kunde vid vissa tillfällen urarta till tiggeri eller planmässig intäktsbringande verksamhet. Om man inte fick tillräckligt med pengar fanns många gånger någon utklädd till julbock som stångades och började bråka. På många ställen i Sverige har stjärngossarna från slutet av 1800-talet i stället kommit att ingå i luciatågen kring den 13 december.

## Historik
Stjärngossespelet uppstod i fornkyrkan. Betlehemsstjärnans uppträdande och stjärntydarnas resa fungerade som sanningskriterium för den speciella händelsen knuten till Jesu födelse, och för prästerna var det därför viktigt att få de bibliska mysterierna visualiserade. Med deltagandet av menigheten själv blev stjärngossespelet snart så stort att det måste flyttas till kyrkogården, och blev efterhand framfört ute på gatorna och på torgen.
Det enda stället i Bibeln där motivet med de vise männen finns omtalat är i evangeliet enligt Matteus (kapitel 2 verser 1–18). Det står inget om att de var tre i antal, och tidiga kristna hade olika uppfattningar om antalet. Origenes (cirka 185–254) drog slutsatsen att de måste vara tre eftersom Jesus fick tre gåvor av dem. Det är emellertid först i legendarierna som namnen Kaspar, Melkior och Baltasar introducerades. Utöver dessa tre kunde antalet deltagare i tåget variera, men de som var mest nödvändiga för spelet var Josef med timmermansyxa, jungfru Maria med en docka och Judas med pungen. Judas var den som skulle samla in pengar och naturagåvor efter föreställningen. Herodes var nödvändig eftersom förföljelse- och stridsscenerna skulle visas, och i övrigt kunde både herdar och änglar förekomma, om tåget var fulltaligt.
På medeltiden blev mysteriespelet upprepade gånger framfört i kyrklig regi, men seden togs så småningom upp andra aktörer. Med protestantismens införande i flera nordeuropeiska länder förlorade katedralskolorna sina inkomstkällor, eftersom kungamakten och statsapparaten utnyttjade den protestantiska läran till att komma åt tidigare kyrkogods och lantegendomar. Därmed kom katedralskoleeleverna att tillgripa stjärngossespelet, och paradoxalt nog kom en sed, som måste betecknas som typiskt katolsk, att få fotfäste i de protestantiska områdena. I mycket högre grad än vid de övriga tiggardagarna (mårtensgås 11 september  och gregoriusdagen 12 mars, och processionen med gregoriusbrud i Norge) gav stjärngossespelet en välkommen anledning till att skaffa extra intäkter.
Trettondagens betydelse och epifaniahögtidens storslagenhet växte med införandet av den gregorianska kalendern, enär dagen, enligt den tidigare julianska kalendern, också är den gamla juldagen. Seden spred sig bland allmogen som ett slags narrativt folkspel, men tycks i sina ursprungliga form ha blivit mer sällsynt alltsedan det sena 1800-talet.

### Utbredning och spridning i Norden
Efter att de norska stjärngossarna i århundraden uteslutande var knutna till katedralskolorna (i Oslo (Kristiania), Stavanger, Bergen och Trondheim) har det, troligen så sent som på 1800-talet, skett en kulturspridning också till andra städer och mindre orter längs kusten – från Halden till Vadsø. I övriga Norden har stjärngossespelet varit utbrett både i Danmark, Finland och längs hela kustremsan från sydvästra Sverige till nordöstra Norge. Fast utgångspunkten kan sägas vara en typisk urban tradition finns det också några få spridda belägg för stjärngossespel i mer rurala stråk runt Vänern och i enstaka inlandsbygder i Norge.

## Förberedelserna

### Aktörerna och deras utseende
Enligt legendarierna var det först på 500-talet som de tre vise männen fick namn som Kaspar, Melkior och Baltasar. Melkior blev ofta omtalad som morianernas kung och hade därför sotat sig med någonting svart i ansiktet. De gick alla tre i stora skjortor eller var iklädda draperade lakan och hade trekantiga pappershattar på huvudet. De spetsiga hattarna skulle naturligtvis associera till magernas huvudbonad i det antika Babylon.
Om det inte bara sjöngs, men också spelades kunde antalet deltagare i tåget variera. De som var absolut nödvändiga för dramat var, vid sidan av de tre vise männen, Josef med timmermansbila, jungfru Maria med en docka och Judas Iskariot med pungen. Judas hade tilldelats den viktiga uppgiften att gå runt och samla in pengar och gåvor. Dessutom kunde det vankas kakor, mat och till och med starkvaror till de unga aktörerna efter föreställningen. Ofta uppträdde dessutom den svekfulle kung Herodes samt några änglar och herdar.

### Stjärnan
Stjärnan nytillverkades i regel varje år. Själva skelettet i stjärnan är utfört av lister, gärna i det hårda träet från fruktträd, och monterad på ett långt skaft, med en hållare för ett till tre talgljus. På detta ramverk klistrades transparent oljepapper eller så kallat karduspapper. Det var viktigt att hela tiden snurra runt stjärnan, så att papperet inte skulle bli så varmt att det började brinna.

## Olika traditioner

### Norskastjernespill
Under de sista decennierna av 1900-talet har seden tagits upp som sångspel på daghem, i kyrkor och i skolorna, men bara som underhållning för föräldrarna i samband med julavslutning, utan att det tiggs pengar.

#### Stjernegutterneshistoria i Norge

##### Katedralskolorna

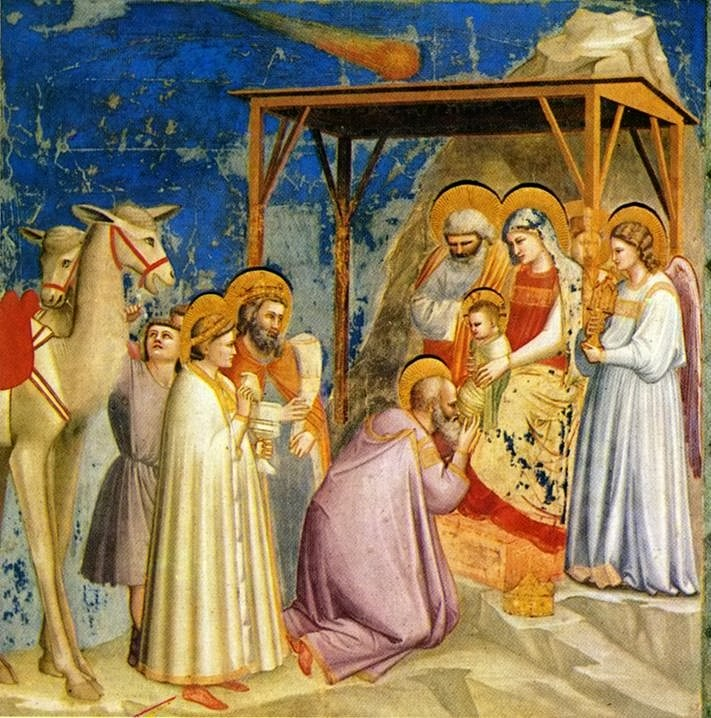
De heliga tre kungars hyllning vid stallet, målad av Giotto di Bondone.

I Norge omtalas seden första gången av Absalon Pederssøn Beyer, präst och rektor vid katedralskolan i Bergen. Enligt en dagboksanteckning från den 6 januari 1563 har han varit på gästabud hos prästen Mats Skytte. Beyer förtäljer om arrangemanget att: ”Der hadde han diskantene og Davidsdegnene, og ga nok vin og øl, og hadde spillemannen Karl harpere, hvilken òg lekte på sin skalmeie. Der kom og julevakten inn, og finge nok.” Vi får inte höra mer om diskantene og Davidsdegnene, men dessa var naturligtvis lärjungar vid Bergens katedralskola, som genom framträdandet på trettondagen skaffade sig pengar till mat och kläder.
I Norden, liksom på många andra platser i Nordeuropa, fick katedralskoleeleverna i det närmaste ett slags privilegium på att gå med stjärna. Betecknande nog kom det till stridigheter då de bergenska skräddargesällerna år 1609 vågade att ge sig in på katedralskoleelevernas domän med att klä ut sig som stjärngossar och framföra stjernespillet. Skräddargesällerna belönades med en avsevärd bot för överträdelsen.

##### Pietism och kalendariska problem
Som följd av dekret och krav på att reglera julfriden – och en växande pietistiskt motstånd mot julstugor  och stjärngossespel – samt en kunglig förbudslag i Danmark-Norge av 1735 mot alla slags folkliga förlustelser under julhögtiden, slutade katedralskoleleverna efter hand att gå med stjärna. 
Efter detta grep andra grupper tillfället i akt att skaffa sig intäkter från tiggardagarna. Alltfler fattiga barn övertog på eget initiativ, eller med assistans av vuxna, stjärngossetåget och vandrade från hus till hus i hopp om att samla in kontanter, kakor och mat.
Vid övergången från juliansk till gregoriansk kalender, fick dagen ökad betydelse, sedan tolftedag jul med trettondagsaftonen blev identisk med den gamla julaftonen och trettondagen den gamla juldagen. Sedan mannaminne har den här dagen helgats som den egentliga juldagen. Den folkliga tidsuppfattningen ledde till att man firade dubbelt upp, både enligt gammal och ny tideräkning för att vara på den säkra sidan.

##### Polisen går på stjärnjakt
Under 1800-talet kom polisen i mycket högre grad att följa upp förbudet mot stjernespill. Stjärngossetåg syntes för sista gången på Kristianias gator 1869, och i Bergen 1898. I bägge städerna gjordes dock på 1920-talet försök att blåsa nytt liv i stjärngossetraditionen. År 1924 prövade Bergen Offentlige Biblioteks barnavdelning att revitalisera spelet genom att få en gammal stjärngosse att utfärda en ny stjärna.
I Oslo verkar seden ha återuppstått spontant, och utan tecken på någon speciell arrangör. Revitaliseringen togs emellertid inte bara emot med glädje. Under senare hälften av 1920-talet kom det nämligen flera insändare i dagstidningarna som protesterade mot att huvudstadens barn hade återupptagit tiggeriet med att vandra längs gatorna med stjärna.

### Svenska staffansgossar och stjärngossar

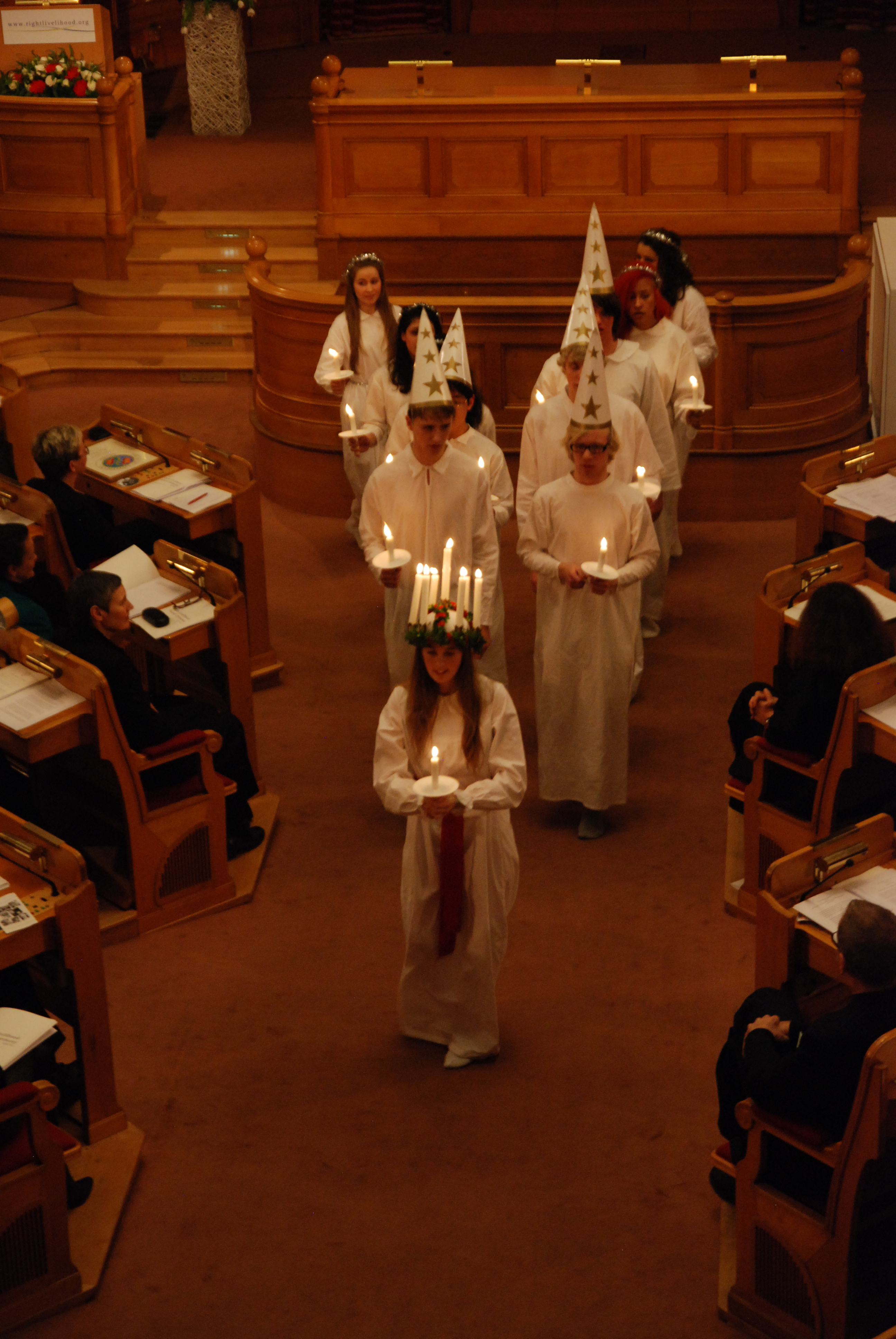
Stjärngossar bakom lucian i ett luciatåg. Här bärande på ljus istället för pinne.

#### Stockholms skärgård
I Sverige har stjärngossetraditionen varit stark, men inte heller här har seden kunnat hållas i hävd under modern tid. Seden kan sägas upprätthållas enbart som del av andra tilldragelser i samband med julen, dock återfinns på Möja ännu tradition med att i form av stjärnsjungare gå runt på trettondagsafton.
Stjärngossespelet var också i Sverige ursprungligen knutet till trettondedagen, som var den dagen de tre vise männen hyllade Jesus med att ge guld, rökelse och myrra, men redan under tidigt 1800-tal hade element från stjärngossespelet plockats upp av staffansgossarna, som inslag i staffansritten på annandag jul, 26 december. Omvänt framgår det också av äldre källor att de svenska stjärngossarna brukade framföra medeltidsballaden Staffansvisan under stjärngossetåget. Legendvisan följer legenden såsom Johannes av Hildesheim berättade den 1370 om en viss Stefanus som var stalldräng hos kung Herodes. Trådarna knyts till stjärngossespelet genom att det enligt legenden är Stefanus som först får syn på Betlehemsstjärnan, och är den som ropar till Herodes att en ny kung måste ha fötts.
Att traditionerna knutna till staffansridningen och stjärngossarna kom att sammanblandas, har nog också med de gamla bestämmelserna för julfriden att göra. Enligt medeltida lag varade nämligen julfriden från Tomasdagen 21 december, till tjugondedag jul. Annandagen helgades ända till år 1770, följt av staffansridningen som inledde den offentliga delen av julfirandet med att drängarna red till grannbyn för att ge hästarna vatten och dricka sig själv fulla i lustiga lag. På samma sätt var S:t Knut Lavards dag (7 januari) i övergångsritualens tecken. Ordspråket för dagen lyder: ”Knut jagar julen ut”.

#### Västergötland och övriga Västsverige
”Trettondagens afton” 1988 ägde emellertid en jätteuppvisning av stjärngossar i Göteborg. Någon egentlig revitalisering var det icke, för de omkring 150 deltagarna var alla medlemmar i Göteborgs domkyrkas gosskör, som på detta vis utnyttjade tillfället att hålla en friluftskonsert i januari detta år. De bar höga struthattar med påklistrade guldstjärnor, och Göteborgs-Posten kunde rapportera att: ”Tillsammans med föräldrar och syskon kunde deltagarna i fackeltåget räknas till åtminstone 400 personer.”

#### Stockholm
På Skansen i Stockholm har man tidigare, fram till åtminstone på 1970-talet, haft stjärngossar som sjöng i stugor och på restauranger under perioden från och med annandag jul och till och med trettondagen. Dock oklart varifrån dessa uppträdanden hade sitt huvudsakliga ursprung. Skansens stjärngossar hade vita särkar och på huvudet en vit guldkantad pappstrut med tofs av kulört silkespapper. Man hade en gemensam stor stearinljusbelyst stjärna och "Judas med pungen" fanns även med i "tåget". Stjärngossarna på Skansen sammanslöt sig även i en tidvis livlig "kamratförening" kallad Föreningen Skansens stjärngossar, FSS.

#### Nyare tradition
I nyare svensk tradition ingår stjärngossarna som eftertrupp till det populära luciatåget vid firandet den 13 december. Stjärngossarna togs in i luciafirandet för att tillsammans med tomtar ge även pojkarna roller i tåget. 1893 togs stjärngossarna med i Skansens Luciatåg. Gossarna är utklädda i vit särk (eftersom större pojkar ibland tycker att särken påminner om en klänning, har det förekommit varianter med vita byxor och skjorta), vit strut på huvudet med knytband under hakan samt hållande stjärna av guldpapper på en pinne i handen.
Att seden med stjärngossespel i det närmaste har upphört i Sverige kan förklaras med att trettondedagen har mist sin betydelse, samtidigt som de övriga minnesdagarna på olika grunder har fått en mer dominerande ställning.

#### Populärkultur
I Anders Jacobssons och Sören Olssons Sune och Svarta Mannen (1989) förekommer en berömd scen där Sune ersätter stjärngossestruten, som han anser påminner alltför mycket om gamla tiders dumstrut som bråkiga barn fick ha, med en stövel, vilket även förekommer i SVT:s julkalende Sunes jul (1991).

### Finland

#### Stjärngossar
Traditionen med stjärngossar kom till Finland flera hundra år senare än staffansgubbarna och julbockarna. Det var först i början av 1800-talet som de fick både konkurrens och sällskap av denna nya kategori underhållare. Stjärnspelen i sin tyska form togs upp av skolgossar i Danmark på 1600-talet, och på 1700-talet kom de till Sverige. Stjärnvisan med sina över trettio verser var stommen i intrigen. När visan översattes till danska fick den några tilläggsstrofer i början och slutet. Dessa nydiktade verser kom sedan att bli de mest använda stroferna, också i Svenskfinland. 
De tidigaste beläggen på stjärngossespel i Finland är från de österbottniska kuststäderna. Även här var det skolpojkar som tog sig an spelen, det vill säga sådana som hade en viss boklig bildning och som sålunda visste vad det hela rörde sig om, och som inte heller var främmande för psalmer och annan sångrepertoar. Stjärngossarna var och förblev i sin gamla form en stadstradition, men vandringarna utsträcktes också till landsbygden. Stjärnspelen spred sig som en löpeld i Österbotten, där också de finskspråkiga stjärngossarna redan några årtionden senare översatte dem och tog dem i bruk. Till städerna i södra Finland kom spelen troligen oftast via direkta kontakter med Sverige. 
Den första som gav ut ett stjärngossespel i Finland var Bernhard Estlander. År 1901 utkom Stjärngossarnes julupptåg efter gammal folktradition anordnadt för skolornas Luciefester, enligt traditionen i Borgå och Lovisa, och uttryckligen gjort med tanke på skolornas julfester. Här kallas spelet ”julupptåg” och innehållet ger vid handen att det inte skulle vara särskilt högtidligt eller allvarligt.
På finlandssvenskt håll försvann stjärngossespelen så gott som helt och hållet efter att luciatraditionen etablerats. Stjärngossarna fick dock med tiden, enligt svensk modell, en plats i lucias följe. Bland de finskspråkiga däremot blev spelen en del av jultraditionen, och är det ännu i dag.

#### Tiernapojat

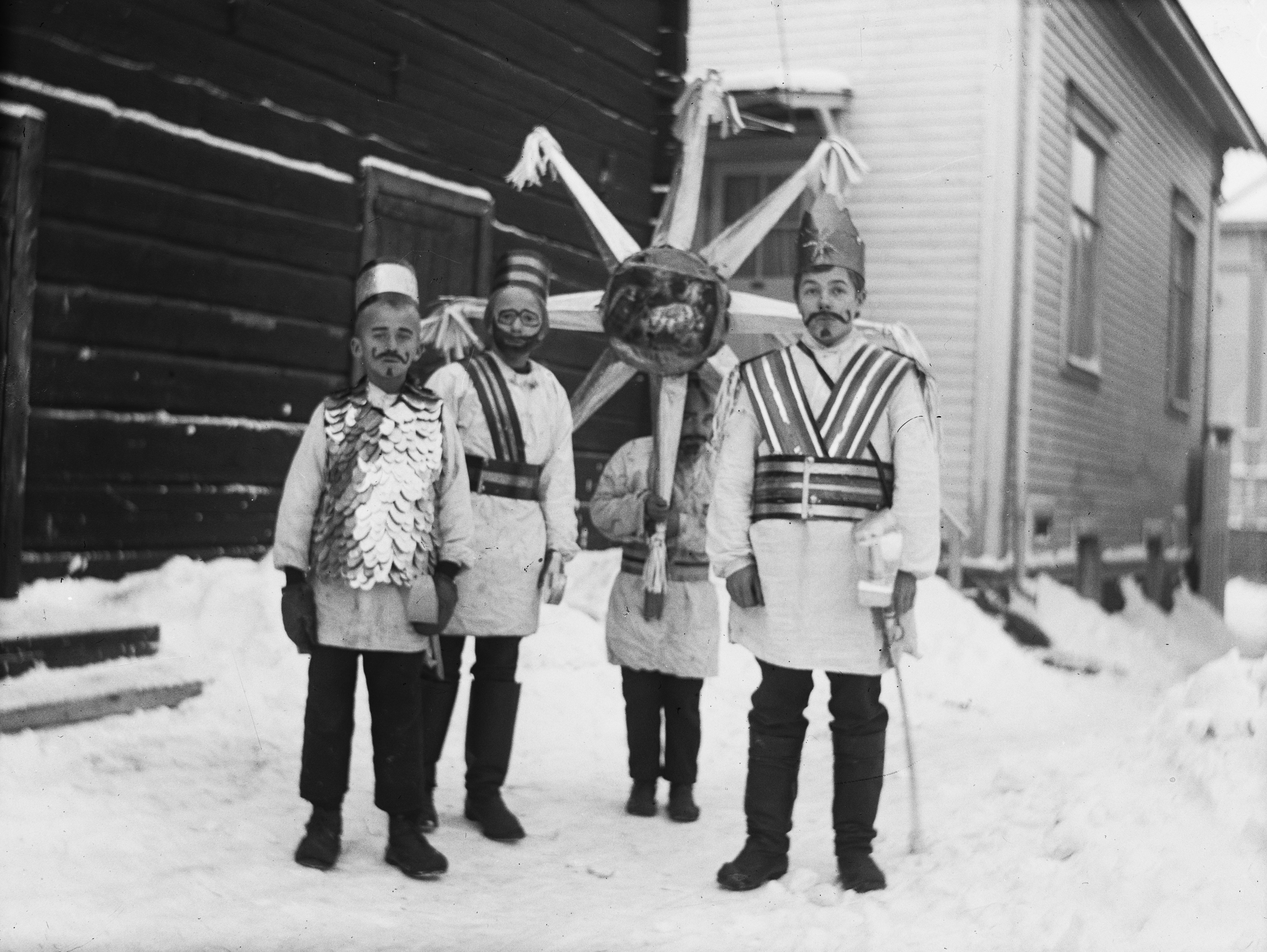
Finska stjärngossar (tiernapojat) i Uleåborg (1919).

I Finland förekommer sångspelet Tiernapojat, med ursprung i Uleåborg, som har spritts och blivit omtyckt i hela landet. Tiernapojat-tablån är huvudnummer på julfester i skolor, daghem och annorstädes, och den sänds varje jul i radio och television. Detta finska stjärngossespel innehåller icke-bibliska element såsom kung Herodes seger över ”morernas kung” och en kort hyllningssång till tsar Alexander II av Ryssland (som också var storfurste och härskare över Finland).
Det finska stjärngossespelet tycks ha bevarat sin traditionella form. Tablån startar med att det knackar på dörren. När den öppnas frågar Kaspar (Knihti), med cylindrisk hatt, om stjärnan får lov att komma in. Så stämmer de upp med en julsång i det att de träder in i rummet. Den svarte kungen, Melkior (Murjaani) och Kaspar bär bägge svärd, medan Baltasar (Mänkki), med konisk hatt, bär stjärnan och är obeväpnad. Det är Baltasar som slår fast att Jesus måste vara den kung de söker, och de överlämnar gåvorna. Samtidigt är också kung Herodes, med krona på huvudet, på väg till Betlehem för att dräpa Jesus, som han fruktar är den nye kungen. I duellen som uppstår tycks kung Herodes ha en långt viktigare roll i de finska framförandena än vi ser på andra håll.

### Polskakolędy, kolędnicyochjaselka
Danska Berlingske Tidende meddelar 1962 att stjärngossarna (kolędnicy) fortfarande levde i högsta välmåga i Polen: ”Drenge går fra hjem til hjem og synger de gamle sange, der ledsages af julespil. De har krybber og marionetdukker med og opfører hermed julespillet ’jaselka’. En stor papirstjerne med et tændt stearinlys på en stang er også julesymbol.” Julsången (kolęda) och stjärngossespelet som vid den tidpunkten framfördes, bär i sig en blandning av traditionell polsk folkpoesi och gammalmodiga jultraditioner samt element från äldre slavisk folktro.
Vad gäller många av de övriga tidigare östblocksstaterna verkar stjärngossespelet, ända till omvälvningarna 1989, närmast att ha genomlevt en underjordstillvaro. Vi har inga säkra underrättelser huruvida seden har hållit sig själva Ryssland, men allt tyder på att stjärngossetraditionens dolda, pseudokristna (folkligt religiösa) tillvaro under sovjettiden har inverkat mer konserverande på traditionen än vad som annars är normalt under mer ombytliga, dynamiska och påverkbara förhållanden. Under tsartiden var det vanligt att stjärngossarna framförde julsånger framför dörrarna, och att de i gengäld fick ”Gaver i Penge og Fødemidler.”

### Slovenien

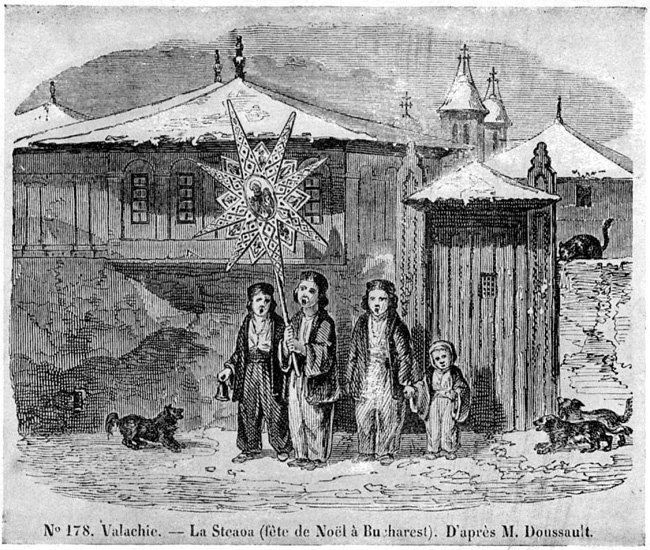
Rumänien: Träsnitt av stjärngossar i Bucureştis gator på 1840-talet. Tecknade av După M. Doussault.

I Slovenien går stjärngossarna runt direkt efter nyår. Det teatrala uppträdandet är späckat med komiska inslag. En scen går ut på att tre av herdarna lägger sig ned och snarksover på golvet. Till öronbedövande oväsen från slagverk vaknar de tämligen vimsiga och oförstående upp, mitt i den historiska skådeplatsen. Det narraktige i att de som intet anande statister kastas in i en händelse så stor att den leder till en ny tideräkning, blir tillbörligt poängterat! Seansen avslutas med idel dans och fröjd, där också åhörarna får ta aktiv del i munterheterna.
De slovenska stjärngossarna är utrustade med en rad musikinstrument: säckpipa, lur, flöjt, fiol, trumpet, bjällra, trumma och gonggong, vilket inte verkar vara så vanligt på andra platser. Däremot är skyddsmärket som aktörerna lämnar efter sig ett allmänt drag i katolska länder: ”Efter att kungarna har fått tacka och ta emot gåvor, kliver Baltasar upp och skriver över ytterdörren med krita: K+M+B+ och det nya årtalet. Det är ett vittnesmål om att det har varit jul här i huset, och bokstäverna ska stå över dörren som ett fredstecken till den sista dagen på året.”

### TyskaKrippen-, Sternsinger-ochDreikönigsspiele

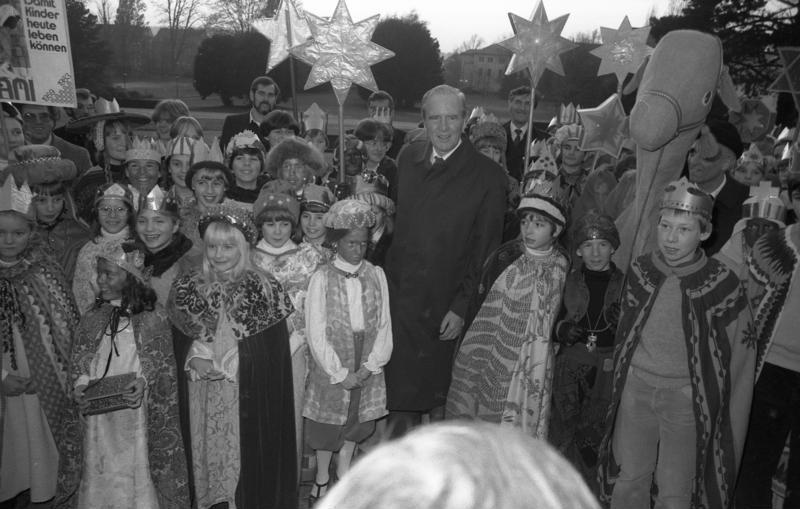
Stjärnsångarna tas emot av förbundspresident Karl Carstens i Bonn 1 december 1982.

Före stjärngossespelets spridning var begivenheten i Berlin på juledagen 1589 av stor betydelse, då små prinsar och prinsessor för första gången fick uppföra julspelet på det kurfurstliga slottet. Det hade nämligen blivit vida känt i de tyska staterna att en rik borgare i Tyrolen, herr Moser, några år tidigare hade gjort ett stort panorama med berg, dalar och palmer i sitt hus, och att han för att inviga det hela också hade anskaffat en massa tillbehör som han hade fått importera från Italien. Tablån visade herdarnas hjordar och svävande änglar. Det var mossa på golvet, och inne i berghålan en krubba med Josef, Maria och Jesusbarnet. Herr Moser bjöd in stadens ungdomar för att de också skulle få förståelse för händelserna i Betlehem. Herr Mosers tillställningar var årliga och så spektakulära att de blev vida berömda.
I Tyskland inleder de framförandet av stjärngossesången (Sterndreherlied) redan under adventstiden och fortsätter ända till 6 januari. De heliga tre kungarna bankar på dörren och uppehåller värdfolket med att berätta varifrån de kommer och vart de ska resa, och då passar kung Herodes på att smyga sig in bakom husfolket. Så snart han klarat av detta, sticker han fräckt fram huvudet och ber kamraterna om att de absolut måste ta in hos honom innan de beger sig vidare till Betlehem. De tre vise männen avböjer med en versstrof.
Därpå vänder de sig till värdfolket och ber om allmosor från husets barn. I den tyska traditionen finns också figurer som tillhör andra föreställningskretsar omkring julfirandet, men som på ett märkligt sätt har dykt upp i stjärngossespelet. Således var det inte en ovanlig syn att se den gåvoutdelande Knecht Ruprecht knäböja tillsammans med de heliga tre konungarna vid Jesu krubba.
I Tyskland och Österrike blev det i mitten av 1900-talet vanligt att det allmänna stod för arrangemanget. Här samlas helst gåvor till olika ideella ändamål in, gärna till fattiga och nödställda barn eller till utvecklingsprojekt i tredje världen.
Stjärnsångarna i de respektive områdena deltar gärna vid högtidliga ceremonier, vari de, som i den ovan nämnda slovenska beskrivningen lämnade efter sig välsignelsen C + M + B, infogar i det aktuella årtalet med krita på dörren. För 2009 var skrivsättet (i Tyskland och Schweiz) 20✳C+M+B+09. Stjärnan står för Betlehemsstjärnan, medan de tre kryssen symboliserer treenigheten: Gud Fader, Son och den helige Ande. I Österrike och Sydtyrolen finns ett annat skrivsätt: 20-C+M+B-08, men gärna med ett utvidgat kors ovanför bokstaven M som en extra välsignande ikon.

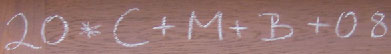
Välsignelseformeln eller bönen skrivs med krita på ytterdörren. Denna år från staden Regen i Bayerischer Wald.

Dessutom existerar det flera regionala skillnader och en rad traditionella skrivsätt med två, tre eller fyra kors. Lycko- eller välsignelseformeln tillhör kyrkans sakrament.
Enstaka tidiga, folkloristiska tolkningar har felaktigt utläst bokstäverna C, M och B som initialerna til de tre vise männen, men betydelsen ska vara en förkortad latinsk fras: ”Christus mansionem benedicat” (Kristus välsigna detta hus). Dessa tidigare demoniska skyddsformler har i dag gjorts om till välsignelseformel för beskydd av huset och dess boende.
Stjärngossespelet är också i Tyskland organiserat för att hjälpa barn. Genom ”Aktion Dreikönigssingen”, som är världens största hjälporganisation för barn, kan barnen själv bidra til att hjälpa andra barn. Det här har försiggått varje år sedan 2003.
Vid det första stjärngossespelet i allmänhetens regi (1959) deltog stjärnsångare från 100 församlingar. Sedan 1961 har de samlat inn 90 000 d-mark till tysk-katolska ungdomsförbundet (BDKJ). 2005 var 12 743 församlingar med cirka 500 000 barn och 80 000 vuxna behjälpliga i aktionen, som samlade in omkring 47 miljoner euro, något som till dess var nytt rekord för vad insamlingsaktionerna har uppnått.

### Österrike

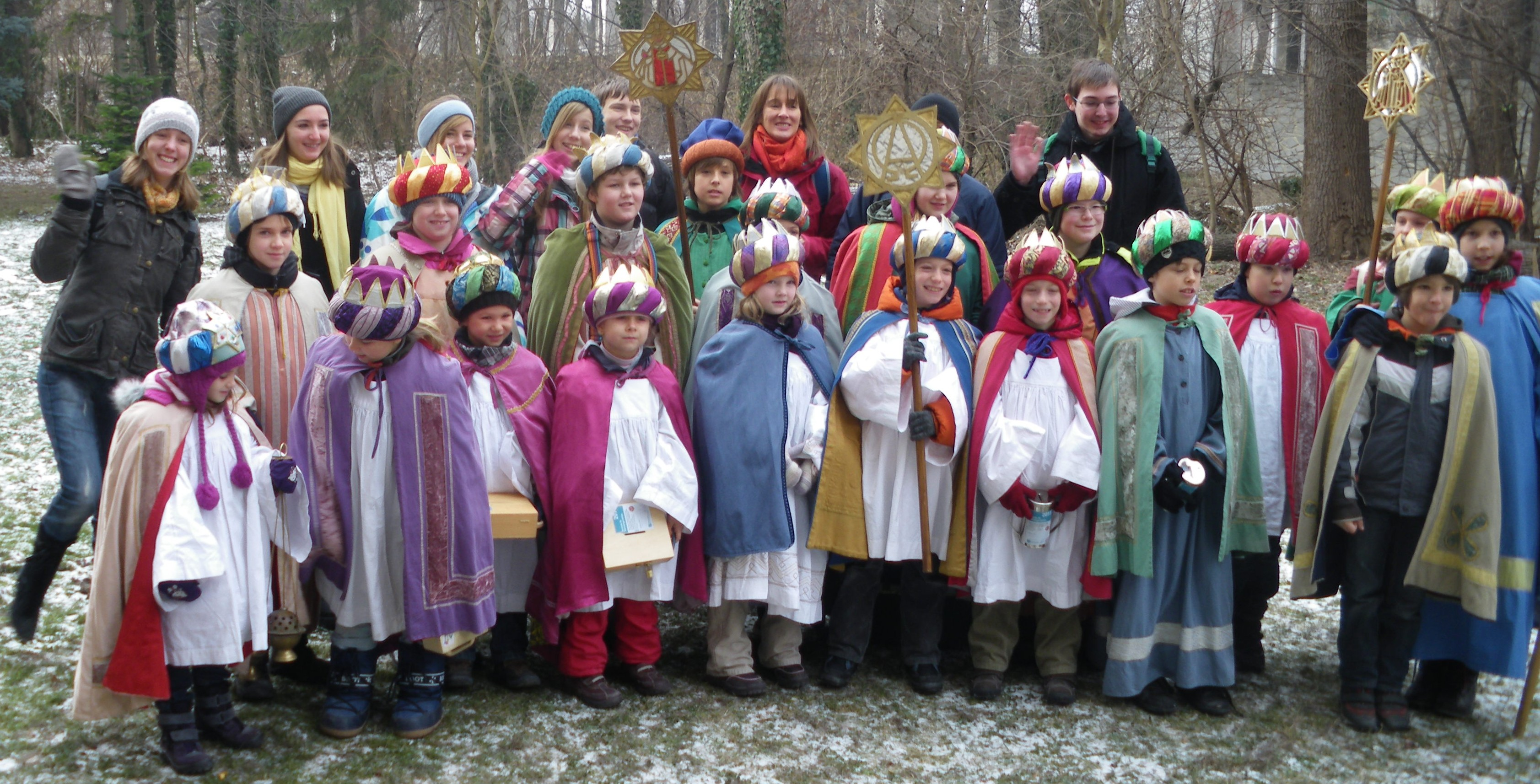
Stjärngossar i Österrike (2011).

I Österrike börjar man att vandra med stjärnan på nyårsdagens kväll, och fortsätter med tågen ända till trettondagen. Birgith Grimsmo, som har undersökt traditionen i de tyskspråkiga Alpområdena, Österrike, Schweiz, Liechtenstein och Sydtyrolen, skriver att det förutom ”drei Könige vom Morgenland” kan finnas omkring dussin människor med i processionen. I byn Ettal uppträdde ofta en bleckblåsarkvartett med två trumpetare, ett tenorhorn och en tuba, medan resten av följet deltog i sångkören. Ett viktigt programinslag var den årliga visiten på ortens kloster för att sjunga tillsammans med ett samlat konvent.
Intäkterna från stjärngossespelet går till katolska kyrkans hjälparbete. En poäng med den vandrande stjärnan är att många fler får bevittna tåget och därmed får möjlighet att ge kollekt. Detta kan man samtidigt se som ett sätt att passa in traditionen till storstäder som Innsbruck och Salzburgs hektiska köpgatumönster. Det pulserande gatulivet blir en offentlig arena for anonyma givare, medan porttelefoner och ytterdörrarnas envägskikhål ut i trapphuset, alltmer gör hemmet mer avskärmat och privat.
Den slovenska salesianerfadern Janez Rovan är en av grundarna av den moderna stjärngossesången i Österrike. På förslag av den dåvarande fadern i Globasnitz i Jauntal (Kärnten) lanserades 1946 idén om heligatrekonungarsången för de behövande. I Wien gick ämbetsmannen Franz Pollheimer 1946/47 i god för stjärnsångstraditionen i huvudstaden. Till 1955 samlade de in pengar till återuppbyggnaden av Stefansdomen.
Heligatrekonungarspelet har sedan 1954 uppförts i regi av den katolska ungdomsföreningen. Omräknat till dagens valuta samlades det vid årsskiftet 1954/55 in 3 080 euro. Sedan 1955 har insamlingen bara gått till sociala ändamål, som på förhand bestämts av missionshögskolans arbetsgemenskap (MIVA = Missions-Verkehrs-Arbeitsgemeinschaft). 50 år senare skaffade 90 000 österrikiska stjärnsångare fram pengar till mer än 500 projekt utomlands, där man samlade in 16,2 miljoner euro. I Österrike är heligatrekonungarspelet årets tveklöst största hjälpaktion.

### Schweiz
I Schweiz återinfördes stjärngossesången 1989 och har sedan dess upprätthållits av missionsföreningarna. Bidrag ges till solidaritetsfonden ”Barn hjälper barn” (Kinder helfen Kindern) och ett årligen skiftande projekt för barnmissionsarbetet.

### Italien med Sydtyrolen
I Italien hör vi om befanafesten, som troligen kommer av en förvanskad latinisering av det grekiska epiphaneia (επιφανεια = uppenbarelse). Firandet försiggår på trettondagsaftonen. På den här dagen kommer barnens skyddshelgon, sankt Nikolaus, klättrande ned genom skorstenen för att skänka gåvor till de snälla barnen, medan de vanartiga och elaka barnen hotas med att de kommer att få små påsar med aska i.
Samma afton hämnas italienarna ”på Herodes, som ville låta Jesusbarnet dräpa; därför bär man hans Bild omkring på långa Stänger och följer efter med Horn, i vilka man stöter för att bespotta honom”. Uppträdet sker under öronbedövande stök och larm, och hela julhögtiden ut står kristuskrubbor med dekorationsband väl synliga på stadens torg.
I Sydtyrolen är heligatrekungarspelet i den katolska ungdomsorganisationen samorganiserad med Bolzano-Brixenmissionen. Genom donationer har stöd givits till kyrkliga projekt i Afrika, Asien, Latinamerika, Östeuropa och Oceanien.

### Engelskastarboys
Det engelska prästerskapet arrangerade ett pråligt och flott stjärngossespel för under det stora kyrkomötet i Konstanz i Schweiz 1414–1418. Föreställningen ägde rum under julen 1417. Alv Hvidbergskaar karaktäriserar detta som stjärngossarnas största triumf genom tiderna: ”I dyre drakter skreid dei heilage tre kongane og andre notabiliteter fram i toget, stj[erne]songen tona, og ei prydeleg stj[erne] blei svinga for den store forsamlinga av bispar, erkebispar, kardinalar og verslege fyrstar med ulike titlar og rang – Tysklands mektige keisar, Sigismund, inklusive.”
Namnet starboys till trots hade de engelska stjärngossarna ingen stjärna, men en fyrkantig stallykta, försedd med en ring på locket, som de häktade på kroken i övre änden av en lång stång. Ännu i mitten på 1900-talet gick de runt i hemmen med denna anordning och framförde sitt julspel. Dagens lyktor är av samma slag, men lyftanordningen med stång har försvunnit. Från Haddenham i Buckinghamshire meddelas att stjärngossarna bär ljuskällan direkt i bärringen. Nu utspelar dessutom föreställningen sig i full offentlighet, i det att stjärngossarna förlägger besöket till tre à fyra pubar. Som tack för underhållningen blir de trakterade med gratis öl.
I England, liksom i Frankrike, är det också vanligt att man bakar en speciell epifaniakaka med en mandel i. Den som får mandelen koras til Bean-King (se närmare upplysningarna om den franska seden nedanför). Det har påståtts att Bean-King kunde vara en reminiscens av saturnusfesten, men detta samband är högst oklart, och bör snarast betraktas som ett tvivelaktigt påstående.

### FranskaLe jour des Rois
De nyare franska traditionerna knutna till l’Epiphanie har mycket gemensamt med det engelska sättet att markera högtiden, men här firas Le Jour des Rois den första söndagen i januari.
Fransmännen markerar gärna dagen med en stor måltid, dit de bjudit i släkt och vänner. Det som alla väntar på är emellertid en speciell dessertkaka. Dessertkakan är platt och steks gyllenbrun. Den kallas för ”La Galette Des Rois”, och har ungefär samma storlek som en stor pizza. Bakverket är tillagat av en deg på mjöl, smör och ägg. Inne i kakan är en liten keramikfigur gömd, cirka en centimeter hög. Den av gästerna som finner figuren blir dagens kung eller drottning och får en guldkrona av papp på huvudet.
Vanligtvis är det värdinnan som skär upp kakan, men på förhand har hon fått ett av de yngre barnen till att krypa in under bordet för att säga namnet på var och en av personerna som i tur och ordning ska serveras kakbitarna.
Efter att dagens kung har korats serveras det champagne till de vuxna och läskedryck till barnen, medan ”kungen” håller ett tal och ger sina befallningar. Talet slutar med en inbjudan till nästa år att besöka kungens eget privata residens. I dennes hem hålls alltså nästa års Le Jour Des Rois.

### SpanskaCabalgata de Reyes Magos

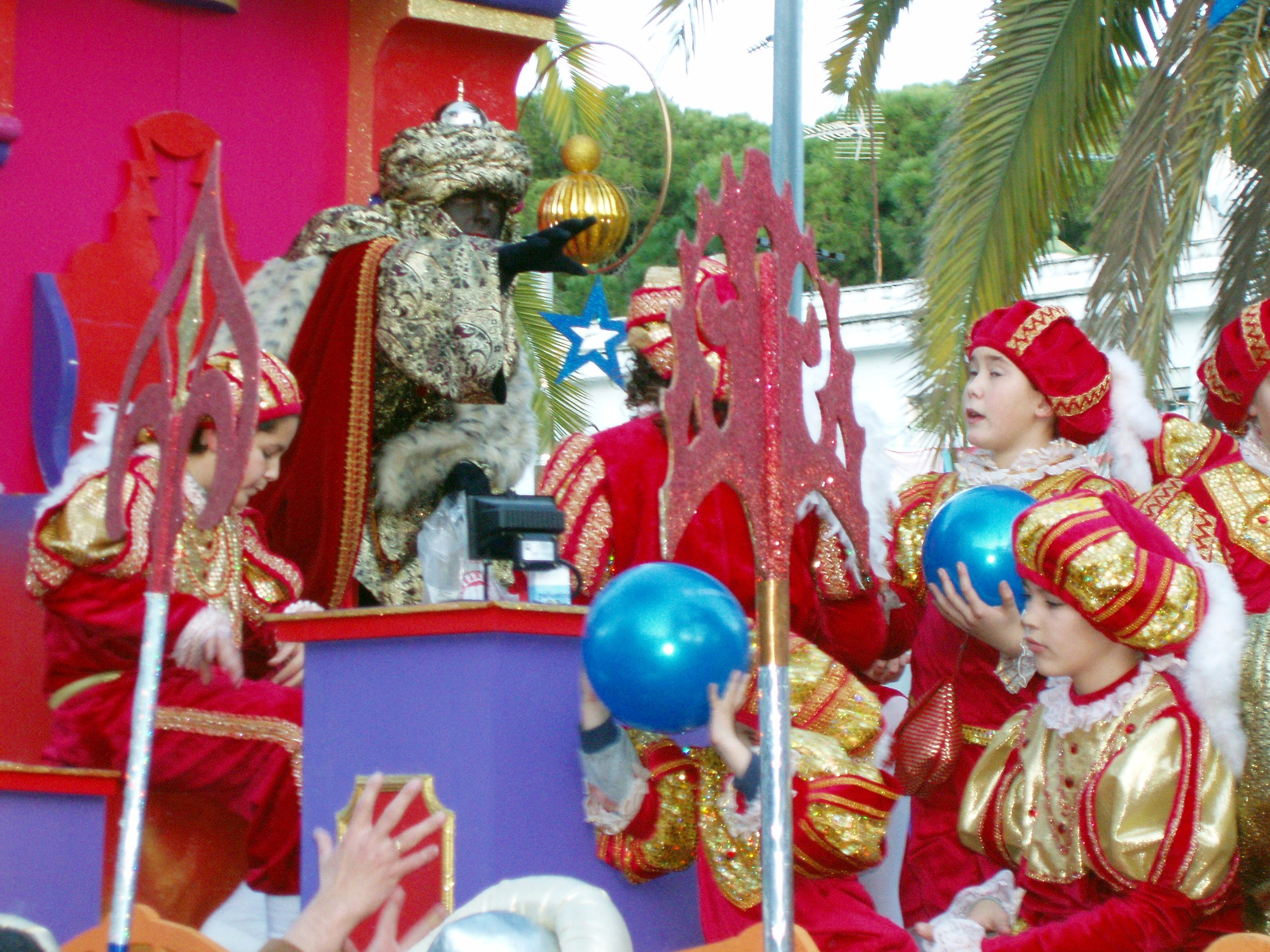
Baltasars kavalkad i El Puerto de Santa María.

Heligatrekungarskavalkaderna är den spanska formen av stjärngossetåg. De firas den 5 januari, som upptakt till den kyrkliga festen på epifania. Seden har dessutom tagits med till Mexiko och några andra latinamerikanska länder av spanska emigranter. Det hela försiggår som en procession genom gatorna, där några är utklädda till de tre vise männen. Sötsaker delas ut till barnen, som står förväntningsfulla längs trottoaren och ser på processionen.

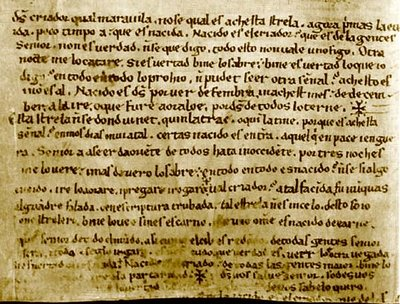
Codex av Auto de los Reyes Magos.

När kvällen kommer, går barnen tidigt till sängs, och när de vaknar, finner de gåvor som de heliga tre kungarna har lämnat, och som barnen tidigare har bett dem om att få i brevform. Enligt traditionen kan det hända att de barn som inte har uppfört sig under det föregående året inte får godsaker, men kol eller hot om ris från sopkvasten. Men detta är mest menat som ett hot och inträffar egentligen väldigt sällan.
Kavalkaden genom Madrids gator är en stor mediebegivenhet som direktsänds av den spanska tv-kanalen TVE. Kavalkaden i Alcoy ska vara världens äldsta, och är en stor turistattraktion.
Stjärngossetåget har alltså förts till Nya världen med européerna, särskilt från Medelhavsländerna. Förutom i Mexiko ska stjärngossespelet vara känt i Brasilien. Till USA verkar traditionen ha kommit med italienska emigranter, men här kan stjärngossetåget till och med förläggas till juldagen. Likheten med befanafesten är slående, i det att man även här utrustar sig med långa blecktutor. Kontubernalerna söker upp folk de önskar att hedra med en öronbedövande tutkonsert, och håller gärna igång spektaklet hela natten.

### Fotnoter
1. ↑  ”Trettondedag jul”. Nordisk familjebok / Uggleupplagan. 29. Tidsekvation - Trompe. 1919. https://runeberg.org/nfci/0372.html. Läst 6 januari 2017.
2. ↑  Hasse Boström (6 december 2018). ”Förr var Trettonhelgen stjärngossarnas tid” (på svenska). Dagen. http://www.dagen.se/familj/forr-var-trettonhelgen-stjarngossarnas-tid-1.1080469. Läst 6 december 2018.
3. ↑  Hans Wiers-Jenssen 1993, s. 14.
4. ↑  S:t Martin av Tours räknas bland annat som skyddshelgon för tiggarna.
5. ↑  Bergens Kapitelbog, op. cit. Reidar Kjellberg 1984, s. 208.
6. ↑  Det var förbud mot slika upptåg, nedtecknad i Kristian V:s norska lag av 1687, och nya pietistiska strömningar i början av 1700-talet, som ledde till ytterligare åtstramningar i och med Kristian VI:s förordningar mot brott av julfriden av 1735. Envisa försök att upprätthålla restriktionerna mot stojiga upptåg och julstugor med sånglekar och blindbock, kopplades ihop med religiös propaganda omkring de sju dödssynderna. Det är just detta perspektiv som utgör bakgrunden till Ludvig Holbergs enaktskomedi Jule-Stue (1724). Skrämd av ett rykte som berättade om en kalv som skulle vara född med spetsig hätta och broderier runt fötterna, kommer värden på tanken att han borde avlysa årets julgalej, något dottern Pernille inte kan godta, eftersom hon har stora förväntningar på att en av de inbjudna gästerna skall återgälda hennes kärlek till honom under täckmanteln av maskerader och sällskapslekar.
7. ↑  ”Bergen Offentlige Bibliotek: Stjernespill og stjernesang.”. Arkiverad från originalet den 16 augusti 2007. https://web.archive.org/web/20070816031133/http://www.bergen.folkebibl.no/tema/tema_2003/stjernespill.html. Läst 15 december 2009.
8. ↑  Balladen er også kjent i England som St. Stephen and Herod (Child #22). Her blir også Stephens martyrium skildret, nemlig at han steines til døde. Francis James Child: English and Scottish Popular Ballads. Vol. 1, p. 233-242.
9. ↑  Den St. Stefanus som omtales i Ap. gj. kap. 5, v. 6, var derimot blant de såkalte ”Syvmænd” da disiplenes antall økte.
10. ↑  Göteborgs-Posten, torsdag 7 januari 1988. Detta var en engångshändelse, och det var bara tal om en konsert utan referenser till folkdramat, där flera stora stjärnor bars i processionen. Tidningen fann dock en anledning til att meddela det intet anande läsarna om att: ”Det var en mycket gammal tradition som fick liv.” Göteborgs-Posten ibid.
11. ↑  ”Luciatågets stjärngosse bär flera historier”. Sveriges radio. 10 december 2012. http://sverigesradio.se/sida/artikel.aspx?programid=110&artikel=5375396. Läst 6 januari 2018.
12. ↑  Sune och Svarta Mannen, Anders Jacobsson och Sören Olsson, Rabén & Sjögren, 1989, sidorna 75–81 –  Sune och Lucia
13. ↑  Bergman, Anne (1 februari 2020). ”Stora finlandssvenska festboken”. Svenska litteratursällskapet i Finland. sid. 50-55. https://www.sls.fi/sv/utgivning/stora-finlandssvenska-festboken. Läst 29 april 2021.
14. ↑  Zofia Gaban: Polske juleskikke med folkepoesi og gammel slavisk overtro. Berlingske Tidende, Søndag den 23. desember 1962. Op. Cit. Edvardsen 1993, s. 110f.
15. ↑  Julius Schiøtt: ”Jul i andre Lande”. Nordstjernen Nr 13. Söndagen den 25 december 1887. Köpenhamn 1887, s. 147.
16. ↑  Milada Blekastads bidrag til Vera Molland: Stjernesangen. Jule- og helligtrekongersspill. Oslo 1962, s. 15. Som begrunnelse for utgivelsen er anført følgende: ”Denne utgaven av det norske og det tsjekkiske stjernespill er laget av Norges husmorforbund etter oppfordring fra mange som ønsker at denne gamle norske og felleseuropeiske juleskikk skal bli holdt levende hos oss.” Ibid. s. 4. Heftet er senere kommet i en stensilert utgave uten år og stedsangivelse. Carsten S. Due kjøpte sitt eksemplar i 1992 hos Bok & Media i Grimstad for kr. 15,-.
17. ↑   I 2004 mottok den tyske stjernespillkomiteen Den westfalske fredspris for innsatsen.
18. ↑  ”Die Sternsinger”, tysk-katolska ungdomsorganisationen: Ordnung für die Aktion Dreikönigssingen, Beschlossen vom ständigen Rat der Deutschen Bischofskonferenz. Aachen 2003, s. 6, § 1. [död länk]
19. ↑  Dagens praxis har ändrat sig mycket i förhållande till anvisningarna i föreskriften i de fyrahundra år gamla klosterliteralierna i Bayerische Haupstaatsarchiv. Birgith Grimsmo påpekar likväl att de sista decenniernas årliga kontakterna med klostret, har lett till en starkare nutida konservering av seden. Se Birgith Grimsmo: Stjerneguttene, – en Kristiansundstradisjon med lange og dype røtter. Årbok for Nordmøre 1985. Kristiansund 1985, s. 38.
20. ↑  Radio Vatikan (2006-12-27): Österreich: Sternsinger wieder unterwegs. Arkiverad 12 oktober 2007 hämtat från the Wayback Machine.
21. ↑  Stjernesang ved Den sveitsiske misjonen.
22. ↑  Julius Schiøtt: ”Jul i andre Lande”. Nordstjernen Nr. 13. Søndagen den 25. December 1887. Kjøbenhavn 1887, s. 147.
23. ↑  Missio Bozen-Brixen (Bolzano-Bressanone): Die Sternsingeraktion Arkiverad 13 januari 2009 hämtat från the Wayback Machine.
24. ↑   Alv S. Hvidbergskaar: ”Må stjerna komme inn?”, s. 6f. Kopia av originalmanuskript til ”Kåseri i Norsk Rikskringkasting, lørdag 3/1-53 kl. 19.35-20”. I Kjellfrid Bjarvins ägo, Sandefjord.
25. ↑  Edvardsen 1993, s. 109f.
26. ↑  ”Formerly this was a time of great marrymaking when the Bean-King was appointed, and the celebrations and festivities seemingly derive from the Saturnalia of old Roman times which was held at the same season.” The Wordsworth Dictionary of Phrase & Fable. London 1993, p. 1199.